# Françoise Forges
Françoise Forges, née Françoise Marie Bernadette le 3 juillet 1958 à Bruxelles, est professeure d'économie à l'université Paris-Dauphine.

## Biographie
Elle étudie les mathématiques à l'Université Catholique de Louvain. Elle est professeure d'économie à l'université Paris-Dauphine.

## Travaux
Elle est spécialisée en théorie des jeux.

## Distinctions
Elle est membre senior de l'Institut universitaire de France depuis 2011.
Elle est membre associée de la Société d'économétrie en 1997.

### Décorations
- Officière de la Légion d'honneur par décret du 31 décembre 2021[5]
- Chevalière de la Légion d'honneur par décret du 21 juillet 2010[5]

### Prix
- Médaille d'argent du CNRS (2009)[6]